# Schorren en Polders van de Beneden-Schelde
Schorren en Polders van de Beneden-Schelde este o arie protejată (arie specială de conservare — SAC, sit de importanță comunitară — SCI, arie de protecție specială avifaunistică — SPA) din Belgia întinsă pe o suprafață de 7.085 ha, integral pe uscat.

## Localizare
Centrul sitului Schorren en Polders van de Beneden-Schelde este situat la coordonatele 51°19′00″N 4°15′00″E / 51.3167°N 4.25°E.

## Înființare
Situl Schorren en Polders van de Beneden-Schelde a fost declarat arie de protecție specială avifaunistică în octombrie 1988 pentru a proteja 16 specii de animale. Alte tipuri de protecție:
- sit de importanță comunitară (în ianuarie 1900)
- arie specială de conservare (în ianuarie 1900)[1][2]

## Biodiversitate
Situată în ecoregiunea atlantică, aria protejată nu include niciun habitat protejat.
La baza desemnării sitului se află mai multe specii protejate de  păsări (16): rață sulițar (Anas acuta), rață lingurar (Anas clypeata), rață fluierătoare (Anas penelope), gârliță mare (Anser albifrons), gâscă cenușie (Anser anser), erete de stuf (Circus aeruginosus), erete vânăt (Circus cyaneus), Cygnus columbianus bewickii, pescăruș râzător (Larus ridibundus), gușă albastră (Luscinia svecica), bătăuș (Philomachus pugnax), lopătar (Platalea leucorodia), ploier auriu (Pluvialis apricaria), cresteț pestriț (Porzana porzana), ciocântors (Recurvirostra avosetta), călifar alb (Tadorna tadorna).